# Resolução 31 do Conselho de Segurança das Nações Unidas
Resolução 31 do Conselho de Segurança das Nações Unidas, aprovada em 25 de agosto de 1947, se ofereceu para prestar assistência na solução pacífica da Revolução Nacional da Indonésia através da criação de uma comissão de três membros, um a ser escolhido pelos Países Baixos, um a ser escolhido pela Indonésia e o terceiro a ser escolhido pelos outros dois os membros da comissão.
Foi aprovada com 8 votos, com as abstenções da Polônia, Síria e a União Soviética.